# 메리골드 (영화)
메리골드(Marigold)는 영국에서 제작된 윌러드 캐롤 감독의 2007년 코미디 영화이다. 살만 칸 등이 주연으로 출연하였고 찰스 샐몬 등이 제작에 참여하였다.

## 출연

### 주연
- 살만 칸
- 알리 라터

### 조연
- 난데이너 센
- 이안 보헨
- 샤리 왓슨
- 헬렌
- 비카스 발라
- 서치트라 필라이-말릭
- 비자엔드라 가트게
- 루팍 살루자
- 키런 주네자
- 굴샨 그로버
- 라케시 베디
- 캐서린 풀롭
- 마크 앨런 루이스
- 지터 비
- 리 모레노 영

## 제작진
- 공동제작: 시다샤 자인
- 공동제작: 크리스챤 밀스
- 협력프로듀서: 앤드류 허위츠
- 협력프로듀서: 미셸 L. 제닝스
- 미술: 존 번커
- 미술: 니틴 찬드라칸트 데사이
- 세트: 아그네스 고비스
- 배역: 다이안 크리텐든
- 배역: 라제쉬 락카르